# Cleora carcassoni
Cleora carcassoni là một loài bướm đêm trong họ Geometridae.